# Permyjaya Race Track
Der Permyjaya Race Track ist eine 1,25 km lange Motorsport-Rennstrecke bei Miri im Bundesstaat Sarawak auf dem malyischen Teil der Insel Borneo. Die Strecke liegt etwa 5 km nordöstlich des Stadtzentrums von Miri im Stadtteil Permyjaya. Die Grenze zum Sultanat Brunei ist 15 km entfernt.

## Streckenbeschreibung
Die Gesamtstrecke hat eine Länge von 1,25 km und eine Breite von 10 Metern. Sechs Flutlichtmasten erlauben Wettbewerbe bei Nacht und die Haupttribüne bietet 600 Besuchern Platz. Durch zwei Kurzanbindungen können zwei parallel betreibbare kürzere Varianten von 800 bzw. 500 m Länge erstellt werden. Die Strecke besitzt eine nationale Homologation für die Durchführung von Rennveranstaltungen.
Zur Anlage gehört auch ein Motocrosskurs der westlich der Strecke auf dem gegenüber der Zufahrtsstraße gelegenen Grundstück angelegt ist.

## Veranstaltungen
Die Strecke ist das lokale Motorsportzentrum der Provinz Sarawak und wird für regionale Kart-, Motorrad- und Automobilsport-Events benutzt. So finden zum Beispiel Drift-Events auf dem gewundenen Kurs statt.

## Sonstiges
Eine inoffizielle Sim-Race-Version der Strecke wurde als 3rd-party-Download für die Rennsimulation Assetto Corsa erstellt.